# Cegłów (gmina)
Cegłów (daw. gmina Mienia) – gmina miejsko-wiejska w województwie mazowieckim, w powiecie mińskim. W latach 1975–1998 gmina położona była w województwie siedleckim.
Siedziba gminy to Cegłów.
Według danych z 2022 roku gminę zamieszkiwały 6 007 osob.

## Historia
Początków istnienia Cegłowa można doszukiwać się w czasach przedhistorycznych o czym świadczą znaleziska z okolic Cegłowa, niektóre znajdują się w Muzeum Archeologicznym w Warszawie. Nazwa miejscowości na przestrzeni lat ulegała ciągłym zmianom. W latach 1621–1869 Cegłów był miastem (prawa miejskie na mocy przywileju wydanego przez Zygmunta III Wazę, a utracił po powstaniu styczniowym na mocy dekretu cara Aleksandra II) i jest nim ponownie od 2022 r. Nazwa Cegłowa wiązała się prawdopodobnie z rozwiniętą na tym terenie produkcją cegły i wyrobów garncarskich.

## Geografia
Gmina położona jest w południowej części Wysoczyzny Kałuszyńskiej. Jej zdenudowany, równiny obszar urozmaicają wcięte doliny rzek Mienia, Piaseczna i Sienniczka.
Na obszarze gminy znajduje się rezerwat Jedlina, którego celem jest ochrona wielogatunkowego lasu z udziałem jodły, a także rezerwat Skwarne Bagna, chroniący kompleks wodno-torfowiskowy z przyległymi lasami i borami wilgotnymi. Ponad połowa obszaru gminy położona jest w granicach Mińskiego Obszaru Chronionego Krajobrazu. Istnieje również 12 obiektów przyrodniczych chronionych jako pomniki przyrody.

## Struktura powierzchni
Według danych z roku 2002 gmina Cegłów ma obszar 95,74 km², w tym:
- użytki rolne: 59%
- użytki leśne: 35%

Gmina stanowi 8,22% powierzchni powiatu.

## Demografia

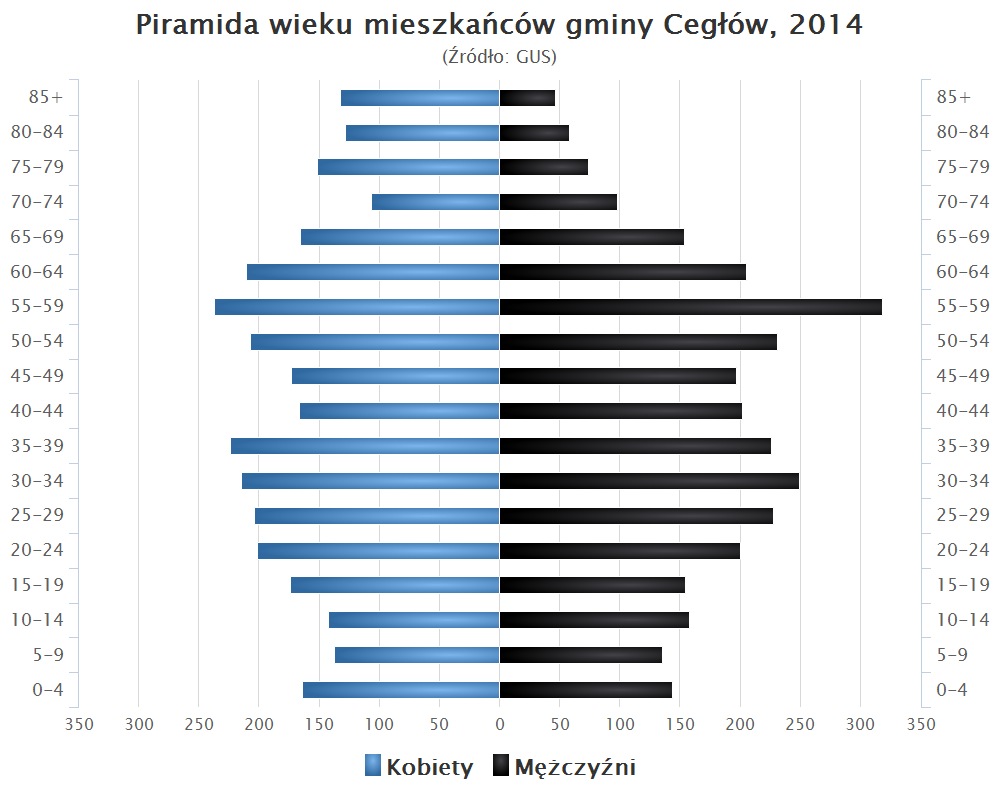
Piramida wieku mieszkańców gminy Cegłów w 2014 roku

Dane z 30 czerwca 2004:
| Opis                              | Ogółem | Ogółem | Kobiety | Kobiety | Mężczyźni | Mężczyźni |
| --------------------------------- | ------ | ------ | ------- | ------- | --------- | --------- |
| Jednostka                         | osób   | %      | osób    | %       | osób      | %         |
| Populacja                         | 6563   | 100    | 3226    | 50,1    | 3207      | 49,9      |
| Gęstość zaludnienia [mieszk./km²] | 67,2   | 67,2   | 33,7    | 33,7    | 33,5      | 33,5      |

## Sołectwa
Cegłów (Cegłów 1, Cegłów 2), Huta Kuflewska, Kiczki Pierwsze, Kiczki Drugie, Mienia, Pełczanka, Piaseczno, Podciernie, Podskwarne, Posiadały, Rososz, Rudnik, Skupie, Skwarne, Tyborów, Wiciejów, Wola Stanisławowska, Woźbin, Wólka Wiciejowska

## Sąsiednie gminy
Jakubów, Kałuszyn, Latowicz, Mińsk Mazowiecki, Mrozy, Siennica